# 羊曲寺古建筑遗址
羊曲寺古建筑遗址，位于中国青海省兴海县河卡乡羊曲村，为青海省市县级文物保护单位，公布日期为1988年7月24日，类型为古遗址。
羊曲寺古建筑遗址的历史年代为卡约文化。